# Ер і Луар
Ер і Луар (фр. Eure-et-Loir) — департамент на півночі центральної частини Франції, один з департаментів регіону Центр — Долина Луари. Порядковий номер 28.
Адміністративний центр — Шартр. Населення 407,7 тис. чоловік (55-е місце серед департаментів, дані 1999 р.).

## Географія
Площа території 5880 км². Департамент розташований в долині Луари. Департамент включає 4 округи, 29 кантонів і 403 комуни.

## Історія
Ер і Луар — один з перших департаментів, утворених під час Великої французької революції в березні 1790 р. Виник на території колишніх провінцій Орлеан, Перш і Шартрен. Назва походить від річок Ер і Луар, що є відповідно притоками Сени і Луари.